# Stazione di Rigoroso
Stazione di Rigoroso vasútállomás Olaszországban, Arquata Scrivia településen.

## Vasútvonalak
Az állomást az alábbi vasútvonalak érintik:
- Torino–Genova-vasútvonal

## Kapcsolódó állomások
A vasútállomáshoz az alábbi állomások vannak a legközelebb:
- Stazione di Arquata Scrivia
- Stazione di Pietrabissara
- Stazione di Arquata Scrivia (1852)